# Moscheea Istiqlal
Moscheea Istiqlal este o moschee din Jakarta, Indonezia. Aceasta este moscheea națională a acestei țări și cea mai mare moschee din Asia de Sud-Est. Numele de Istiqlal sau Masjid Istiqlal înseamnă Moscheea Independenței.

## Istorie și arhitectură
În anul 1949, Indonezia și-a proclamat independența față de Imperiul Olandez, în urma Revoluției Naționale Indoneziene dintre anii 1945-1949. Imediat după proclamarea republicii, a fost propusă ideea contruirii unei mari moschei ca simbol național al independențeii Indoneziei, țara cu cei mai mulți musulmani din lume. Proiectul a fost lansat de Wahid Hasyim, ministrul afacerilor religioase din aceea vreme și susținut de Anwar Cokroaminoto, mai târziu devenit președinte al Fundației Masjid Istiqlal. Fundația a fost fondată în anul 1953 sub președinția lui Cokroaminoto, ce i-a propus președintelui indonezian Sukarno construirea marelui locaș. Sukarno a fost de acord, iar în anul 1954 a numit un comitet tehnic pentru a supraveghea începerea și desfășurarea construcțiilor.
Au fost propuse mai multe locații pentru viitoarea moschee. Vice-președintele Mohammad Hatta a spus că aceasta ar trebui construită în apropierea zonelor rezidențiale de pe Bulevardul Thamrin, unde se află în prezent Hotel Indonesia. Cu toate acestea, Sukarno a insistat că moscheea ar trebui construită în apropiere de cea mai importantă piață națională, Piața Merdeka, în apropiere de palatul prezidențial. El a mai sugerat de asemenea că moscheea ar trebui construită față în față cu Catedrala Romano-Catolică, pentru a arâta buna-înțelegere inter-confesională și toleranța poporului indonezian. Pentru a putea face loc moscheii, citadela Prințului Frederick, construită în anul 1837, a fost demolată.
Construcția a început oficial pe data de 24 august 1961, lucrările fiind inaugurate de însuși președintele Sukarno. Designu-l pentru moschee a fost ales în urma unui concurs organizat în anul 1955. Frederich Silaban, un arhitect creștin din insula Sumatra a fost cel ce a câștigat concursul cu designu-l său modern și unic. Pe data de 22 februarie 1978, locașul a fost inaugurat de către acelaș președinte, după 17 ani de lucrări.
Masjid Istiqlal este nu numai cea mai mare moschee din Indonezia, ci este cea mai mare moschee din Asia de Sud-Est. Domul edificiului are un diametru de 45 de metri, iar minaretul este înalt de 96,66 de metri. Sala de rugăciune este o clădire imensă susținută de 12 coloane, iar curtea este impresionantă. În această moschee se pot ruga în acelaș timp aproximativ 120.000 de persoane. Un detaliu important ce stă drept dovadă toleranței religioase a poporului indonezian este că în timpul sărbătorilor mari creștine, precum Crăciunul, curtea moscheii este folosită de către numeroșii credincioși romano-catolici ce nu încap în mica catedrală de vizavi.
De-a lungul timpului, Moscheea Istiqlal a fost vizitată de numeroși lideri de stat ai lumii. Printre personalitățile ce au trecut pragul moscheii îl putem menționa pe președintele Statelor Unite ale Americii, Bill Clinton, președintele Mahmoud Ahmadinejad al Iranului, președintele Muammar Gaddafi al Libiei, Regele Charles al Marii Britanii, președintele american Barack Obama, cancelarul Germaniei, Angela Merkel și Papa Francisc I.